# Cireșu (gmina w okręgu Mehedinți)
Cireșu – gmina w Rumunii, w okręgu Mehedinți. Obejmuje miejscowości Bunoaica, Cireșu, Jupânești i Negrușa. W 2011 roku liczyła 572 mieszkańców.